# Karel Kramář
Karel Kramář (Hochstadt, 27 de diciembre de 1860-Praga, 26 de mayo de 1937) fue un político checo, primer jefe de gobierno de  la república checoslovaca nacida de la desintegración del Imperio austrohúngaro.

## Biografía
Nació en Hochstadt, Bohemia, el 27 de diciembre de 1860. Los mandos militares austrohúngaros lo detuvieron sin autoridad para ello el 21 de mayo de 1915, acusándolo de alta traición por mantener contactos con el cónsul italiano en Praga, sin haber concertado la acción con las autoridades civiles. Kramář era por entonces diputado del Consejo Imperial y amigo del primer ministro cisleitano Karl von Stürgkh y la maniobra de los militares fue tanto un ataque contra este como un intento de castigo ejemplarizante a los nacionalistas checos, de cuya lealtad al emperador dudaban los altos mandos. Diversas ilustres personalidades políticas declararon en favor de Kramář en el juicio, que concluyó en junio de 1916, con la condena a muerte de este por los jueces militares. Fue uno de los miles de beneficiarios de la amnistía a los presos políticos que proclamó el nuevo emperador Carlos el 2 de julio de 1917. Casi al final de la contienda, el 13 de julio de 1918, fue nombrado presidente del nuevo consejo nacional checo, plasmación de la ruptura entre los checos, cuyos partidos ingresaron en él según sus resultados electorales de 1911, y la Corona. El consejo nacional tenía por meta asumir el poder cuando se proclamase el nuevo Estado checoslovaco.
Fue jefe de gobierno de la Primera República Checoslovaca entre el 14 de noviembre de 1918 y el 8 de julio de 1919. Falleció el 26 de mayo de 1937 en Praga.